# 자오쭤시
자오쭤(초작, 중국어: 焦作, 병음: Jiāozuò)는 중국 허난성의 북쪽에 있는 도시이다.

## 역사
도시는 영국과의 아편전쟁 후에 세워진 공업지대였다. 마오쩌둥은 자오쭤의 석탄 공장의 노동자들이 열심히 일하는 모습을 칭찬했다.
1945년 9월 8일, 자오쭤 시가 설립되었고 1948년 3월에 자오쭤 현으로 개칭되었다. 1949년 10월 15일에 핑위안 성에 편입되었으나 1952년 11월 15일, 핑위안 성이 폐지됨에 따라 허난성으로 복귀하였다. 1956년 7월 9일, 자오쭤 시로 개칭되었다.

## 지리
황하의 북쪽 기슭에 위치하고 남쪽으로 성도 정저우, 동쪽으로 신샹, 서쪽으로 지위안, 남서쪽으로 뤄양, 북쪽으로 산시성과 접한다.
온대 대륙성 계절풍 기후로 사계절이 분명하다. 연평균 기온은 16.1 °C이고 강수량은 558.7mm, 무상일수는 231일, 연 일조량은 2009.6시간이다.
| 자오쭤시의 기후                                               | 자오쭤시의 기후 | 자오쭤시의 기후 | 자오쭤시의 기후 | 자오쭤시의 기후 | 자오쭤시의 기후 | 자오쭤시의 기후 | 자오쭤시의 기후 | 자오쭤시의 기후 | 자오쭤시의 기후 | 자오쭤시의 기후 | 자오쭤시의 기후 | 자오쭤시의 기후 | 자오쭤시의 기후 |
| 월                                                            | 1월             | 2월             | 3월             | 4월             | 5월             | 6월             | 7월             | 8월             | 9월             | 10월            | 11월            | 12월            | 연간            |
| ------------------------------------------------------------- | --------------- | --------------- | --------------- | --------------- | --------------- | --------------- | --------------- | --------------- | --------------- | --------------- | --------------- | --------------- | --------------- |
| 역대 최고 기온 °C (°F)                                        | 20.0 (68.0)     | 25.4 (77.7)     | 31.7 (89.1)     | 37.0 (98.6)     | 40.8 (105.4)    | 43.5 (110.3)    | 40.4 (104.7)    | 39.0 (102.2)    | 38.6 (101.5)    | 35.9 (96.6)     | 27.5 (81.5)     | 24.6 (76.3)     | 43.5 (110.3)    |
| 일평균 최고 기온 °C (°F)                                      | 6.1 (43.0)      | 10.3 (50.5)     | 16.2 (61.2)     | 22.9 (73.2)     | 28.4 (83.1)     | 32.9 (91.2)     | 32.9 (91.2)     | 31.4 (88.5)     | 27.6 (81.7)     | 22.1 (71.8)     | 14.5 (58.1)     | 8.2 (46.8)      | 21.1 (70.0)     |
| 일일 평균 기온 °C (°F)                                        | 1.6 (34.9)      | 5.2 (41.4)      | 10.9 (51.6)     | 17.3 (63.1)     | 22.9 (73.2)     | 27.3 (81.1)     | 28.3 (82.9)     | 27.0 (80.6)     | 22.7 (72.9)     | 16.9 (62.4)     | 9.6 (49.3)      | 3.6 (38.5)      | 16.1 (61.0)     |
| 일평균 최저 기온 °C (°F)                                      | −2.2 (28.0)     | 1.0 (33.8)      | 6.1 (43.0)      | 12.1 (53.8)     | 17.6 (63.7)     | 22.1 (71.8)     | 24.4 (75.9)     | 23.3 (73.9)     | 18.4 (65.1)     | 12.3 (54.1)     | 5.3 (41.5)      | −0.2 (31.6)     | 11.7 (53.0)     |
| 역대 최저 기온 °C (°F)                                        | −12.9 (8.8)     | −17.8 (0.0)     | −5.1 (22.8)     | 0.3 (32.5)      | 8.2 (46.8)      | 13.4 (56.1)     | 17.4 (63.3)     | 13.9 (57.0)     | 8.5 (47.3)      | −0.8 (30.6)     | −6.7 (19.9)     | −10.8 (12.6)    | −17.8 (0.0)     |
| 평균 강수량 mm (인치)                                         | 8.5 (0.33)      | 11.1 (0.44)     | 18.4 (0.72)     | 30.8 (1.21)     | 49.1 (1.93)     | 67.8 (2.67)     | 140.8 (5.54)    | 102.0 (4.02)    | 63.1 (2.48)     | 35.2 (1.39)     | 25.8 (1.02)     | 6.1 (0.24)      | 558.7 (21.99)   |
| 평균 강수일수 (≥ 0.1 mm)                                      | 3.3             | 3.9             | 4.3             | 5.7             | 7.0             | 7.9             | 11.1            | 10.3            | 8.3             | 6.4             | 5.1             | 2.6             | 75.9            |
| 평균 강설일수                                                 | 4.2             | 3.1             | 1.1             | 0.1             | 0               | 0               | 0               | 0               | 0               | 0               | 1.1             | 2.3             | 11.9            |
| 평균 상대 습도 (%)                                            | 55              | 52              | 51              | 55              | 55              | 56              | 71              | 74              | 68              | 63              | 60              | 54              | 60              |
| 평균 월간 일조시간                                            | 117.5           | 131.9           | 176.2           | 205.3           | 225.8           | 204.1           | 178.0           | 179.6           | 157.7           | 160.2           | 142.3           | 131.0           | 2,009.6         |
| 가능 일조율                                                   | 38              | 42              | 47              | 52              | 52              | 47              | 41              | 44              | 43              | 46              | 46              | 43              | 45              |
| 출처: 중국기상국 (평년값: 1991년~2020년, 극값: 1981년~2010년) |                 |                 |                 |                 |                 |                 |                 |                 |                 |                 |                 |                 |                 |

## 경제
자오쭤는 용광로와 기계, 건설 산업으로 유명하다.

## 교통
자오쭤는 철도를 통해 주변의 도시들인 뤄양, 신샹, 산시성 진청과 연결된다.

## 행정 구역
4개의 시할구와 2개의 현급시, 4개의 현을 관할한다.

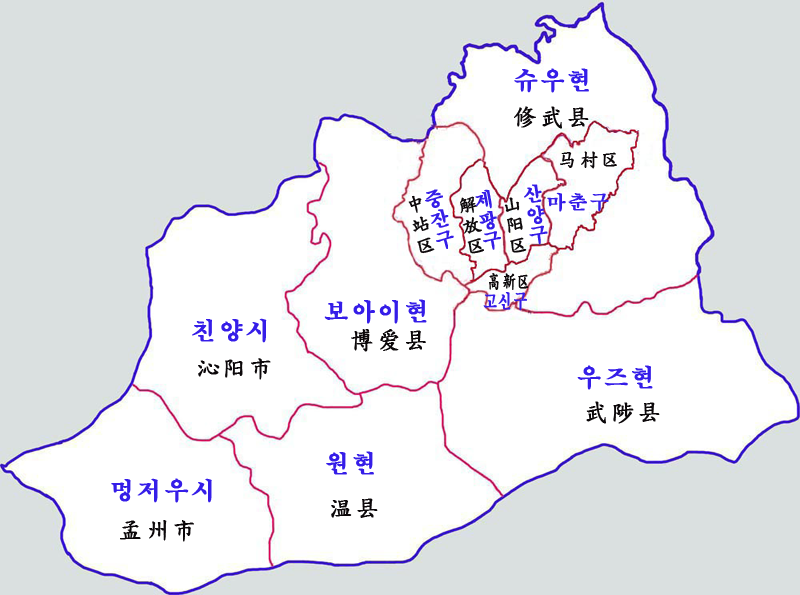
자오쭤 시 현급 행정구역도

시할구
- 제팡 구(解放区)
- 산양 구(山阳区)
- 중잔 구(中站区)
- 마춘 구(马村区)

현급시
- 친양 시(沁阳市)
- 멍저우 시(孟州市)

현
- 슈우 현(修武县)
- 우즈 현(武陟县)
- 원 현(温县)
- 보아이 현(博爱县)

## 출신 인물
- 한유: 멍저우 출신